# Kergrist
Kergrist é uma comuna francesa na região administrativa da Bretanha, no departamento Morbihan. Estende-se por uma área de 30,27 km². Em 2010 a comuna tinha 748 habitantes (densidade: 24,7 hab./km²).